# Arkadij Maximovič Abaza
Arkadij Maximovič Abaza (rusky Аркадий Максимович Абаза; 11. srpna 1843, Sverdlikovo – 16. ledna 1915, Kursk) byl ruský hudební skladatel a klavírista.

## Život
Pocházel z rodu moldavských šlechticů. Vystudoval hudební akademii Ruské hudební společnosti v Charkově, poté Petrohradskou konzervatoř v klavírní třídě Alexandra Dreyschocka a ve vokální třídě Camilla Everarda. V Německu se zdokonalil u Hanse von Bülowa.
V roce 1877 založil hudební školu v Sumách a učil tam do roku 1881. Od roku 1881 až do konce svého života měl na starosti hudební kurzy v městě Kursk, kde studovali budoucí houslisté Michail Gavrilovič Erdenko, Konstantin Michajlovič Dumčev, pěvkyně Naděžda Vasiljevna Plevickaja a skladatel Nikolaj Andrejevič Roslavec.
Po své smrti byl Arkadij Abaza pohřben v Kursku na Chersonském hřbitově.

## Tvorba
Složil více než dvacet hudebních romancí a přes třicet skladeb pro klavír.